# Chaetocnema albiventris
Chaetocnema albiventris är en skalbaggsart som beskrevs av R. White 1996. Chaetocnema albiventris ingår i släktet Chaetocnema och familjen bladbaggar. Inga underarter finns listade i Catalogue of Life.